# Chelsea Johnson
Pour les articles homonymes, voir Johnson.
Chelsea Hardee (née Johnson, le 20 décembre 1983 à Atascadero) est une athlète américaine, spécialiste du saut à la perche.

## Carrière
Médaille d'argent ex æquo avec Monika Pyrek aux Mondiaux de Berlin 2009, elle détient un record personnel de 4,73 m, obtenu à Los Gatos en juin 2008.
Elle met un terme à sa carrière en 2011, à 27 ans, ayant perdu la motivation.

## Vie privée
C'est la fille de Jan Johnson, médaille de bronze aux Jeux olympiques de 1972 (avec 5,35 m) et champion des États-Unis de 1971.
Elle est mariée avec le décathlonien Trey Hardee et ont un fils, Frankie, né en janvier 2017.

## Palmarès
| Date | Compétition                    | Lieu          | Résultat | Marque |
| ---- | ------------------------------ | ------------- | -------- | ------ |
| 2009 | Championnats du monde          | Berlin        | 2e       | 4,65 m |
| 2009 | Finale mondiale                | Thessalonique | finale   | NM     |
| 2010 | Championnats du monde en salle | Doha          | qual.    | 4,40 m |

## Records
| Épreuve          | Épreuve      | Performance | Lieu      | Date            |
| ---------------- | ------------ | ----------- | --------- | --------------- |
| Saut à la perche | En plein air | 4,73 m      | Los Gatos | 26 juin 2008    |
| Saut à la perche | En salle     | 4,62 m      | Flagstaff | 19 février 2010 |